# Flugunfall einer Curtiss C-46 am Seattle Boeing Field 1949
Der Flugunfall einer Curtiss C-46 am Seattle Boeing Field 1949 ereignete sich am 19. Juli 1949. An diesem Tag verunfallte eine Maschine des Typs Curtiss C-46F-1-CU Commando der Air Transport Associates, mit der ein Passagierflug von Seattle nach Chicago durchgeführt werden sollte, kurz nach dem Start aufgrund von Zündaussetzern und Pilotenfehlern. Bei dem Unfall starben zwei der 32 Insassen an Bord der Maschine, fünf Menschen am Boden wurden ebenfalls getötet.

## Maschine
Bei dem Flugzeug handelte es sich um eine Curtiss C-46F-1-CU Commando mit der Werknummer 22463, die 1945 im Werk von Curtiss-Wright endmontiert worden war. Sie war damit eine der letzten Maschinen dieses Typs, welcher während des Zweiten Weltkriegs für die United States Army Air Force gefertigt wurde. Die Maschine wurde nach dem Krieg mit dem Luftfahrzeugkennzeichen N5075N auf Air Transport Associates zugelassen. Das zweimotorige Mittelstreckenflugzeug war mit zwei 18-Zylinder-Doppelsternmotoren des Typs Pratt & Whitney R-2800-51 Double Wasp ausgestattet. Bis zum Zeitpunkt des Unfalls hatte die Maschine nur 255 Betriebsstunden absolviert.

## Besatzung und Passagiere
Den Flug auf dem betroffenen Flugabschnitt hatten 29 Passagiere angetreten. Es befand sich eine dreiköpfige Besatzung an Bord, bestehend aus einem Flugkapitän, einem Ersten Offizier und einem Reservekapitän. Auf dem Flug waren keine Flugbegleiter vorgesehen.
- Der 26-jährige Flugkapitän Merle Edgerton war am 15. Oktober 1948 als zweiter Pilot der im Mai 1948 neu gegründeten Air Transport Associates eingestellt worden. Edgerton war zuvor für die United States Air Force und Charterfluggesellschaften geflogen. Er verfügte über 3.743 Stunden Flugerfahrung, wovon er 700 Stunden im Cockpit der Curtiss C-46 absolviert hatte.
- Der 35-jährige Erste Offizier Anthony Gjessing wurde am 16. Juli 1949 durch die Fluggesellschaft eingestellt. Er war zuvor für die United States Air Force und eine Linienfluggesellschaft geflogen. Er verfügte über 7.800 Stunden Flugerfahrung, wovon er 200 Stunden im Cockpit der Curtiss C-46 absolviert hatte.
- Der Reservekapitän James M. Adams war am 20. Juni 1949 durch Air Transport Associates eingestellt worden. Adams verfügte über 3.624 Stunden Flugerfahrung, wovon er 400 Flugstunden in Cockpits von Maschinen des Typs Curtiss C-46 abgeleistet hatte.

## Unfallhergang
Die Maschine verließ am 20:43 Uhr den Flugsteig auf dem Seattle Boeing Field und rollte zum südlichen Ende der Startbahn 31, wo sie 13 Minuten lang stehen blieb, während die Piloten die Checklisten für den Start abarbeiteten. Da die Triebwerke und weitere Baugruppen der Maschine normal zu funktionieren schienen, wurde nach Erhalt der Startfreigabe um 20:58 Uhr mit dem Startlauf begonnen. Die Tankventile für die Triebwerke waren mit den vorderen Tanks verbunden, welche Benzin mit 91 Oktan enthielten. Der Wind wehte aus nordöstlicher Richtung mit sechs Meilen pro Stunde und die Sichtweite betrug acht Meilen bei einer Wolkendecke in 8.500 Fuß Höhe. Die Leistung der Triebwerke wurde für den Start auf 2.700 Umdrehungen pro Minute erhöht. Die Maschine rollte etwa 3.500 Fuß die Startbahn entlang und hob bei einer Geschwindigkeit von 105 Meilen pro Stunde ab. Während des Abhebens war zu hören, wie eines der Triebwerke stotterte und Zündaussetzer hatte, und es wurde beobachtet, dass ungewöhnlich viele Abgasflammen aus beiden Triebwerken kamen. 
Da das linke Triebwerk nicht seine volle Leistung zu entwickeln schien, drosselte der Kapitän in einer Höhe von 20 Fuß den Schub und die Maschine setzte wieder auf der Landebahn auf. Zum Zeitpunkt des Unfalls war die 7.500 Fuß lange Startbahn um 1.700 Fuß auf 5.800 Fuß reduziert. Dem Kapitän verblieben daher nach dem Wiederaufsetzen auf der Startbahn, das 4.500 Fuß hinter der Startbahnschwelle erfolgte, nur noch 1.300 Fuß bis zum Startbahnende. Da er nicht glaubte, dass ihm genug Landebahnlänge verbleiben würde, um die Maschine sicher zum Stehen zu bekommen, schob er die Schubhebel auf vollen Schub. Beide Triebwerke reagierten auf die Steuereingabe, doch am linken Triebwerk kam es weiter zu Fehlzündungen. Nachdem die Maschine einen kurzen Augenblick über die Startbahn rollte, stieg sie bei einer Geschwindigkeit von 105 Meilen pro Stunde wieder in die Luft. 
Das Fahrwerk wurde eingefahren, die Fluggeschwindigkeit erhöhte sich langsam auf 110 Meilen pro Stunde und die Maschine überflog das nördliche Ende der Landebahn in einer Höhe von 50 Fuß über dem Boden, wobei die Flugzeugnase zu diesem Zeitpunkt nach oben ausgerichtet war. Es gelang der Maschine nicht, eine hinreichende Höhe zu erreichen, um die nördlich des Flughafens befindlichen Stromleitungen und -masten zu überfliegen. Etwa 1.500 Fuß nördlich der Startbahn 31 prallte die Maschine gegen einen 56 Fuß hohen Strommast, mit dem sie zwei Fuß unterhalb seiner Spitze zusammenstieß. 
Durch den Aufprall wurden sechs Fuß der rechten Höhenflosse und des Höhenruders abgerissen. Im nächsten Augenblick prallte die Maschine gegen einen weiteren Strommast, der sich nur 1.480 Fuß von dem ersten entfernt befand und anschließend gegen einen dritten, der sich 200 Fuß vom zweiten entfernt befand. Infolge der Zusammenstöße verlor die Maschine an Höhe und Geschwindigkeit und fiel 200 Fuß hinter dem letzten Strommast auf ein dreistöckiges Haus. Die Maschine riss das gesamte obere Stockwerk ab und prallte dann in ein einstöckiges, im Abriss befindliches Wohnhaus.
Zwei Passagiere wurden bei dem Unfall getötet, außerdem starben fünf Personen in den zerstörten Gebäuden.

## Ursache
Das Civil Aeronautics Board (CAB) übernahm nach dem Unfall die Ermittlungen zur Unfallursache. Die Ermittler gaben als Unfallursache die Unentschlossenheit des Piloten an, den Start fortgesetzt zu haben, nachdem die Leistung des linken Triebwerks verloren gegangen war. Der Verlust war den Ermittlern zufolge wahrscheinlich auf die Verwendung von Treibstoff mit 91 Oktan zurückzuführen, was einen Betrieb der Triebwerke des Flugzeugs über die genehmigten Grenzwerte hinaus erforderlich machte.